# Мумія

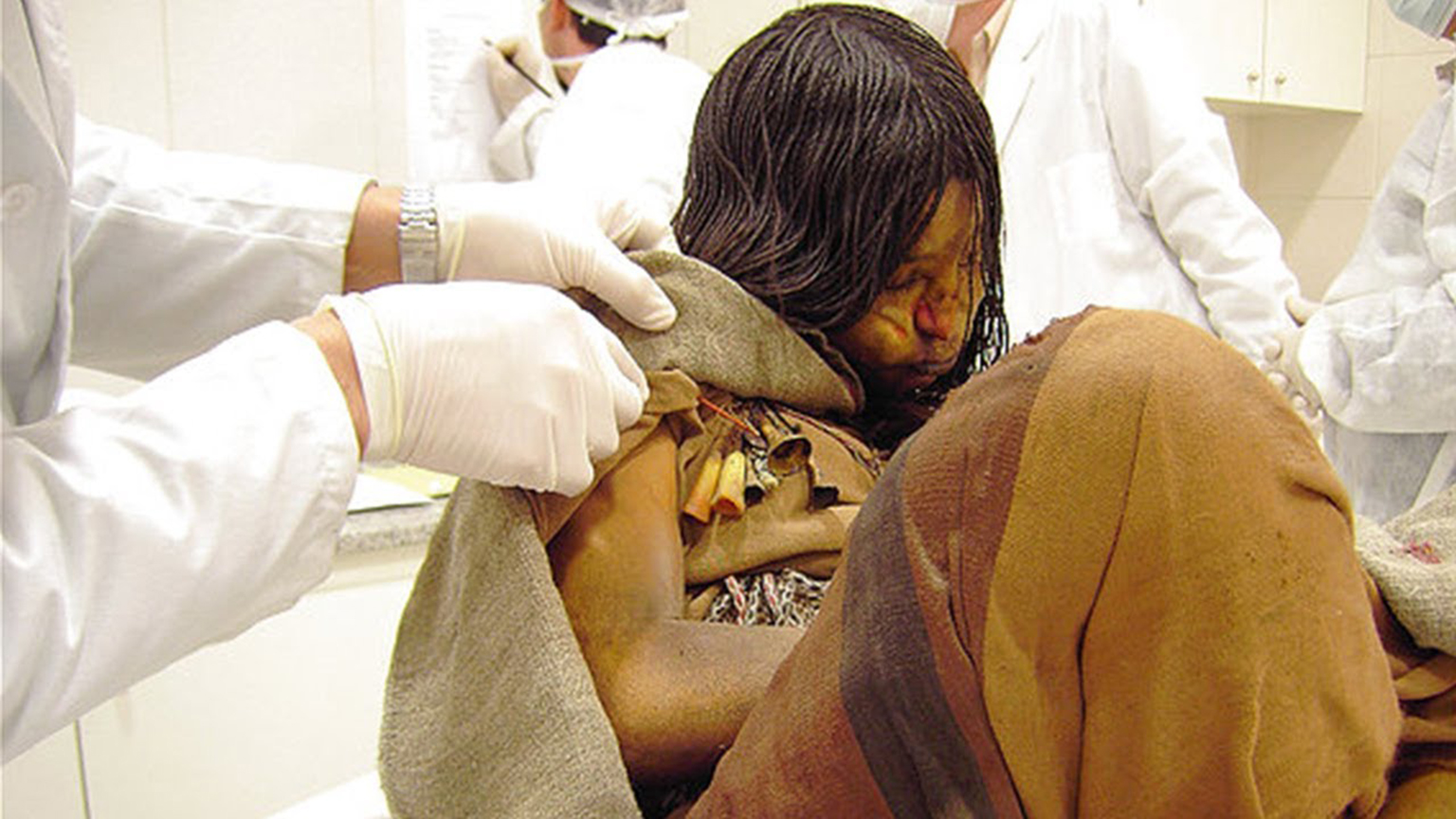
Мумія 13-річної «діви Юяйяко», яку принесли в жертву в XV ст.

Мумія — тіло людини чи тварини, чиї м'які тканини захищені від розкладу внаслідок дії хімічних речовин, холоду, низької вологості чи нестачі повітря. Мумії можуть утворюватися як природно, так і створюватися людиною цілеспрямовано. Муміфікація померлих людей була поширеною практикою в стародавніх народів.

## Етимологія
Слово «мумія» похідне з арабської мови, де означало «бітум» або «дьоготь» чи «суміш смол і олій», від перського «мум» — віск. Коли араби завоювали Єгипет і ознайомилися з тамтешньою традицією бальзамування тіл небіжчиків, виникло уявлення, що темного кольору їм надавав бітум. Книги з медицини, написані арабами та персами у VIII столітті, зафіксували цю помилку. Європейці, переписуючи ці тексти латинською та іншими європейськими мовами, закріпили асоціацію слова «мумія» з забальзамованими тілами.
Мумією з XII по XVIII ст. також називали широкий набір популярних тоді речовин, від природних мінеральних смол до розтертих на порошок висушених людських останків, яким приписувалися лікувальні властивості. З пізнього XIV ст. відома назва муміє в значенні лікарської смоли, що добувалася з забальзамованих тіл.
Барвник під назвою «коричнева мумія» спершу виготовлявся з розтертих на порошок висохлих трупів давніх єгиптян. Особливо він був популярний у Європі з кінця XVIII ст. й у епоху прерафаелітів. Сучасний барвник із тією ж назвою виготовляється з каоліну, кварцу, гетиту і гематиту.
Стародавні єгиптяни назвали своїх мумій «сах» (трансліт.: sAhw).

## Способи муміфікації
Зазвичай мумії поділяють на штучного походження та природні. Штучні мумії створюються зумисне, зазвичай з метою зберегти тіло від розкладу в рамках релігійних ритуалів. Природні мумії виникають спонтанно під дією умов довкілля. Це можуть бути як тіла людей, померлих у особливих умовах, так і вже поховані тіла.
Іноді цілеспрямована муміфікація та природна поєднуються. Так, корінні народи Анд залишали своїх мерців у горах, де вони природним чином висихали. Мумії стародавніх єгиптян спершу утворювалися природно через посушливий клімат, а потім виникла традиція створення мумії шляхом бальзамування трупів. Метою муміфікації зазвичай є прагнення до вічного життя або, принаймні, до подальшої фізичної присутності померлих.
Тіла релігійних діячів, які муміфікувалися внаслідок особливих умов гробниць або могил, можуть ставати об'єктами релігійного поклоніння як мощі.

## Відомі давні мумії

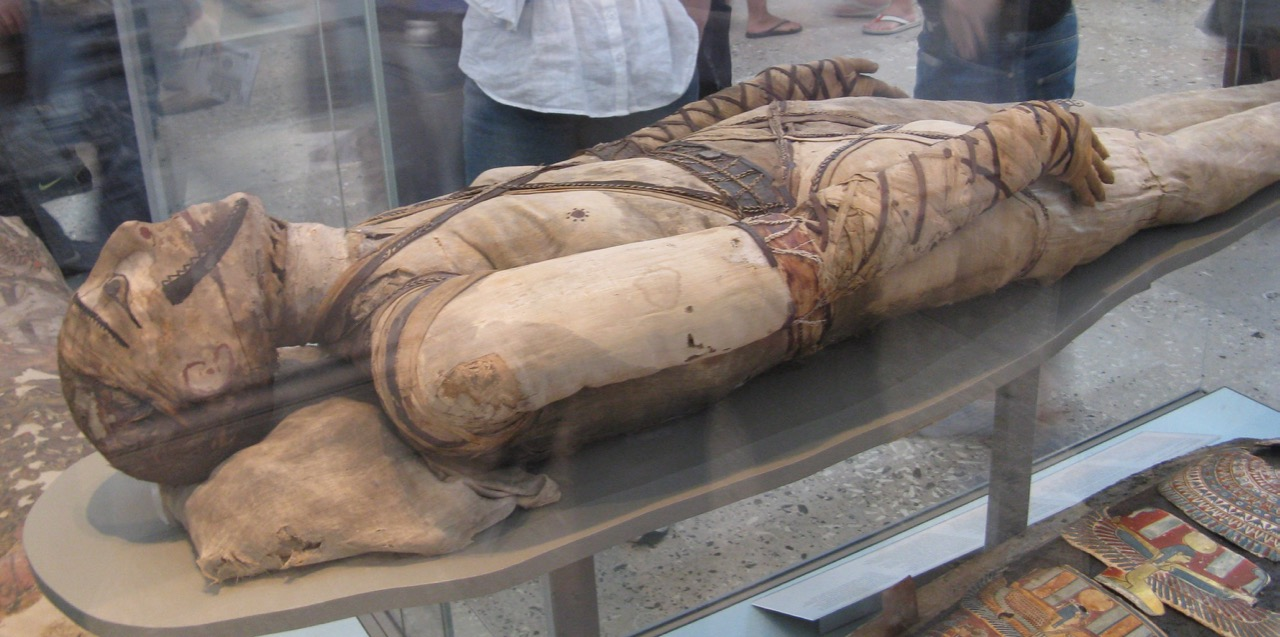
Покрита лляною тканиною та забинтована мумія

### Африка
У Єгипті поєднання умов довкілля призвело спочатку до ненавмисної природної муміфікації трупів, а потім до обрядів муміфікації, зумовлених вірою в необхідність збереження тіла для загробного життя. В Єгипті, особливо в Стародавньому Єгипті, не вистачало придатної для обробки землі, тому перші єгиптяни ховали мерців у неглибоких могилах на околицях пустелі, де сонячне тепло та сухість піску створювали умови для природної муміфікації. Навіть ці природні мумії часто зберігали тканини шкіри та волосся, а також прижиттєві риси людини. Приблизно до 3400 року до н. е. всіх єгиптян ховали в могилах. Пізніше, в міру прогресу в будівельних техніках, заможні єгиптяни стали влаштовувати поховання в гробницях. Викладені цеглою підземні поховальні камери більше не створювали умов для природної муміфікації, тому було розроблено складний процес збереження трупів. Цьому сприяло вірування, що душа померлої людини може жити в загробному світі доти, поки ціле її тіло. Перші єгипетські муміфікації, можливо, почалися ще за часів II династії (2890 до н. е. — 2686 до н. е.).
Найраніші мумії створювалися нанесенням на шкіру мерців карбонатних солей, які поглинали воду, але цей спосіб муміфікації не гарантував збереження тіла. Інша рання техніка включала покриття тіла лляною тканиною, а потім покриття її гіпсом, щоб ретельно зберегти форму тіла та риси померлого, зокрема голову. Такий спосіб, проте, не завжди захищав від розкладу плоть усередині. Лише за IV династії (приблизно 2575—2467 роки до н. е) з'являються переконливі докази відпрацьованої успішної муміфікації. Матір фараона Хуфу вважається муміфікованою вже за широко відомим способом, який передбачав видалення з тіла внутрішніх органів і їхнє окреме зберегання у глеках канопах (її мумія не була знайдена).

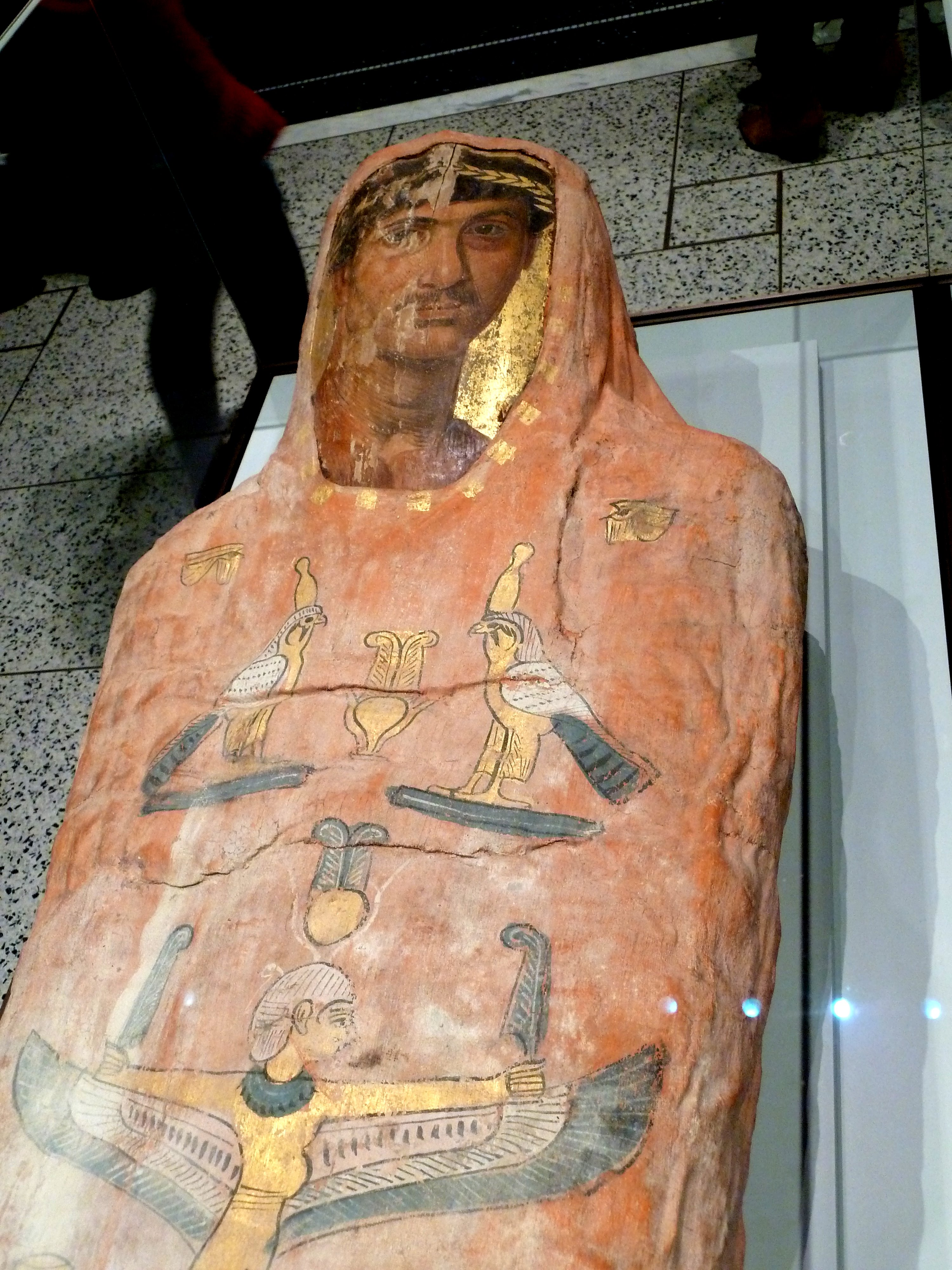
Мумія в розписаному савані з потретом померлого

Під час Середнього царства політичне та економічне зростання середнього класу та підвищення значення релігійних вірувань призвели до поширення муміфікації на нові верстви населення. З того періоду збереглося більше мумій, ніж зі Стародавнього царства. Найбільше муміфікація була поширена в греко-римський період. Саме тоді іноземці, що оселилися в Єгипті, почали приймати єгипетські похоронні вірування та звичаї. В той час муміфікація ставала комерційною справою. Вона вже не так відповідала релігійним уявленням, як слугувала ознакою соціального статусу померлої людини. Тіла в греко-римський період ретельно перев'язували та закривали чохлами з суміші гіпсу та папірусу чи льону. Однак часто всередині тіло все одно розкладалося. Муміфікація ніколи не була загальнодоступною для нижчих верств населення, що продовжували ховати мерців у простих пустельних могилах, де трупи зберігалися природним чином. Муміфікація продовжувалася в Єгипті протягом приблизно трьох тисяч років і тривала до кінця християнської ери.
Геродот писав, що бальзамувальник пропонує родичам померлого кілька способів муміфікації, а ті, виходячи зі свого фінансового становища, обирають найбільш прийнятний. Після того, як обговорено всі умови, майстри беруться за роботу:
|                 | Спочатку вони витягають через ніздрі залізним гачком мозок. Цим способом видаляють тільки частину мозку, іншу ж частину — шляхом уприскування в череп розчинного зілля. Потім роблять гострим ефіопським каменем розріз у паху й очищають усю черевну порожнину від нутрощів. Вичистивши черевну порожнину і промивши її пальмовим вином, майстри потім знову прочищають її розтертими пахощами. Нарешті, наповнюють черево чистим розтертим миром, касією і іншими пахощами (крім ладану) і знову зашивають. Після цього тіло на 70 днів кладуть у натрієвий луг. Більше 70 днів, однак, залишати тіло в лузі не можна. Після закінчення ж цього 70-денного терміну, обмивши тіло, обвивають пов'язкою з розрізаної на стрічки виссонної полотнини і намазують камеддю (її вживають замість клею). |
| — Геродот, 2.86 | |

Це перший, найкращий спосіб бальзамування в описі Геродота. Другий, більш дешевий, такий:
|                 | За допомогою трубки для промивання впорскують у черевну порожнину небіжчика кедрову олію, не розрізаючи, однак, паху і не витягаючи нутрощів. Упорскують же олію через задній прохід і потім, заткнувши його, щоб олія не витікала, кладуть тіло в натровий луг на визначене число днів. В останній день випускають з кишечнику раніше улиту туди олію. Олія діє настільки сильно, що розкладає шлунок і нутрощі, які виходять разом з олією. Натровий же луг розкладає м'ясо, так що від небіжчика залишаються лише шкіра та кості. |
| — Геродот, 2.87 | |

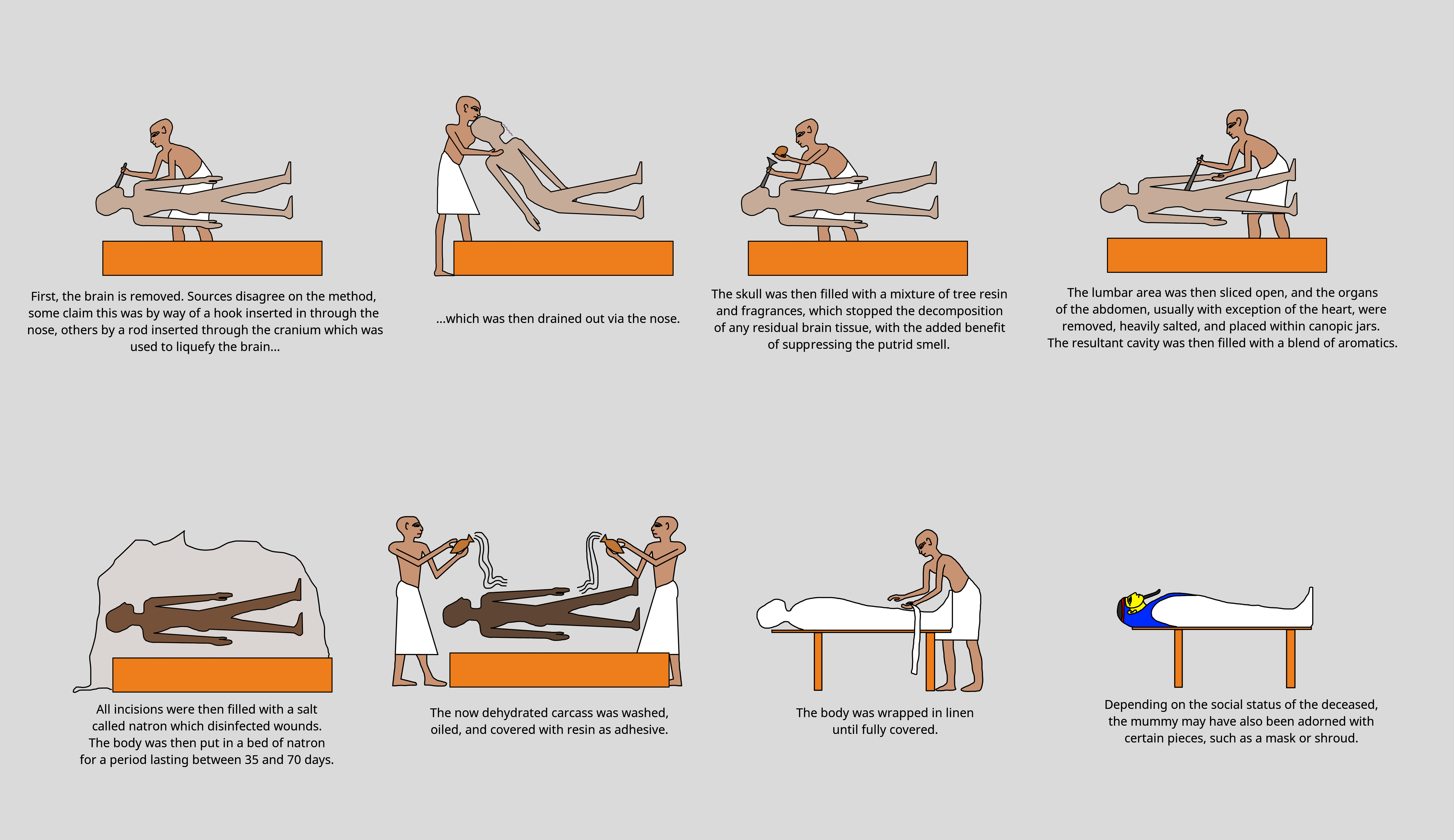
Спрощене зображення процесу муміфікації в Давньому Єгипті.

Третій же спосіб, призначений для бідняків, ще простіший: «У черевну порожнину вливають сік редьки і потім кладуть тіло в натровий луг на 70 днів. Після цього тіло повертають рідним» (Геродот, 2.88).
Головною підставою для видалення внутрішніх органів була потреба в збереженні форми тіла. Оскільки труп, розкладаючись, роздувається, особливо кишечник, видалення внутрішніх органів запобігало цьому процесу. Бинтування ж запобігало утворенню на шкірі пухирів, спричинених рідиною в організмі, які з'являються на перших стадіях розкладання. Якщо внутрішні органи зберігали, то могли складати їх у глеки, що потім вкладалися в порожнини тіла чи зберігалися окремо в глеках, або в мішку, який клали на ноги мумії. Серце вважалося органом, пов'язаним з інтелектом і життєвою силою людини, тому воно залишалося на місці, тоді як мозок видалявся. Між бинти вкладалися амулети, щоб захистити померлого від духовних небезпек.

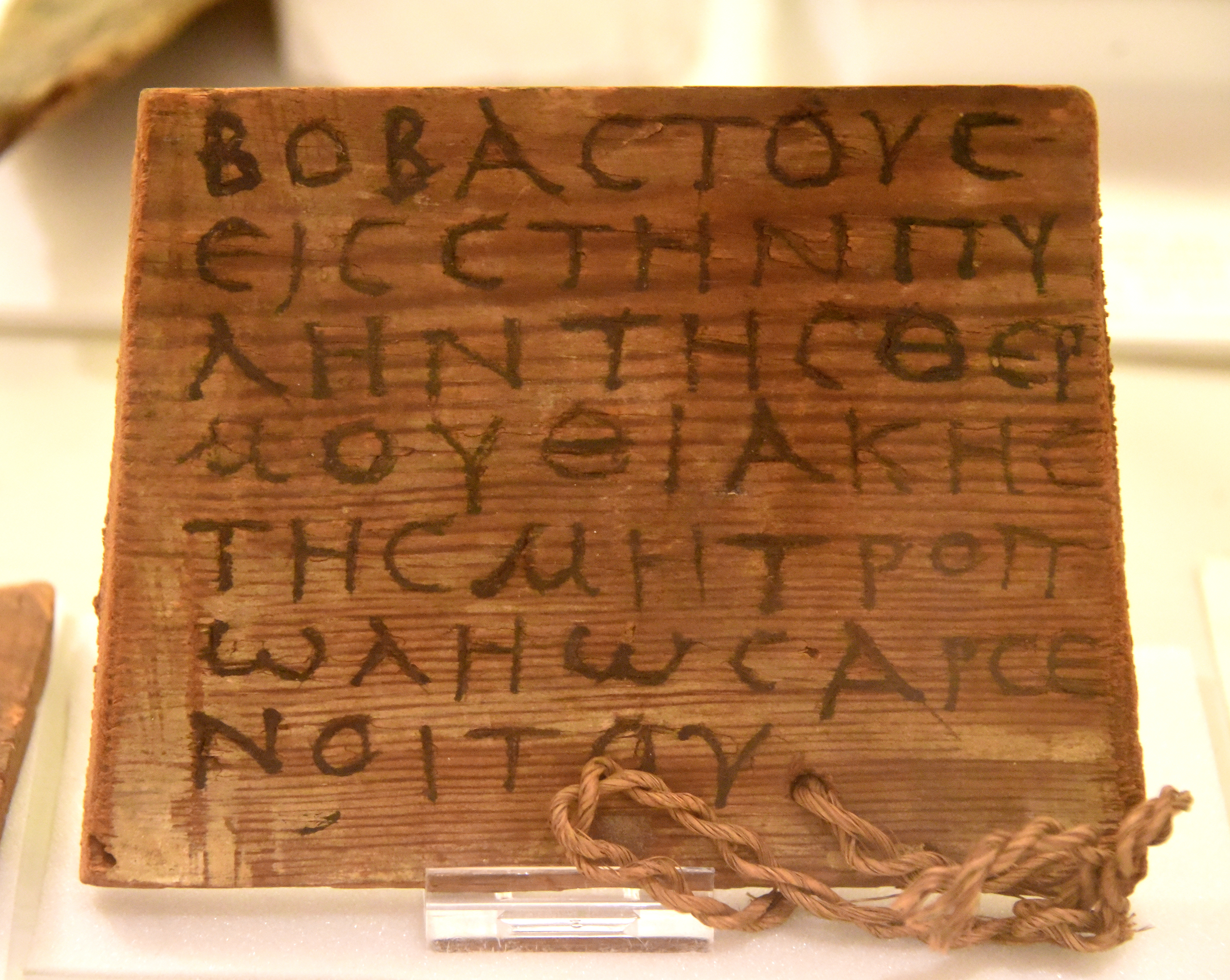
Ця дерев'яна етикетка мумії була написана чорним чорнилом. Оригінальний шнур все ще знаходиться на місці. Римський період. З Хавари, Фаюм, Єгипет. Музей єгипетської археології Петрі, Лондон

Видалення мозку почали практикувати з часів Середнього царства. При цьому всередину черепа могли потім заливати смолу. За 21-ї династії бальзамувальники розробили техніку збереження більш точної прижиттєвої форми тіла. Для цього під шкіру поміщалися тирса, вершкове масло, лляна тканина чи земля. Жерці 21-ї династії пропонували ці наповнювачі для всіх, хто міг дозволити собі оплатити таку техніку. В очні поміщалися штучні очі, а шкіру іноді розфарбовували червоною вохрою (для чоловіків) або жовтою вохрою (для жінок). У натуральне волосся вплітали нитки та справжнє волосся. Однак ці дуже дорогі та трудомісткі практики перестали використовувати після 23-ї династії. Потім частіше використовувалися маски з зображенням обличчя померлої людини, а також чохли для пальців, призначені зберегти їх як ті частини тіла, що найлегше можуть пошкодитися. Мумії вкладалися до розписаних саркофагів.
Більшість майстерень, де проводилася муміфікація, були розташовані близько до некрополів або храмів. У зрілій практиці муміфікації було три групи виконавців. Розтинальник виконував розрізи труба, писар занотовував цю роботу, а сам бальзамувальник, який належав до спеціальної гільдії, відповідав за проведення церемоній муміфікації та загортання мумії в бинти. Бальзамувальник під час роботи з мумією носив маску шакала, зображаючи Анубіса, бога бальзамування.
Найкраще збережені давньоєгипетські мумії є тілами царів і цариць: Тутанхамона, Хатшепсут, Тутмоса III, Сеті I, Рамсеса III, Мерітатон і Яхмос-Нефертарі.

### Європа

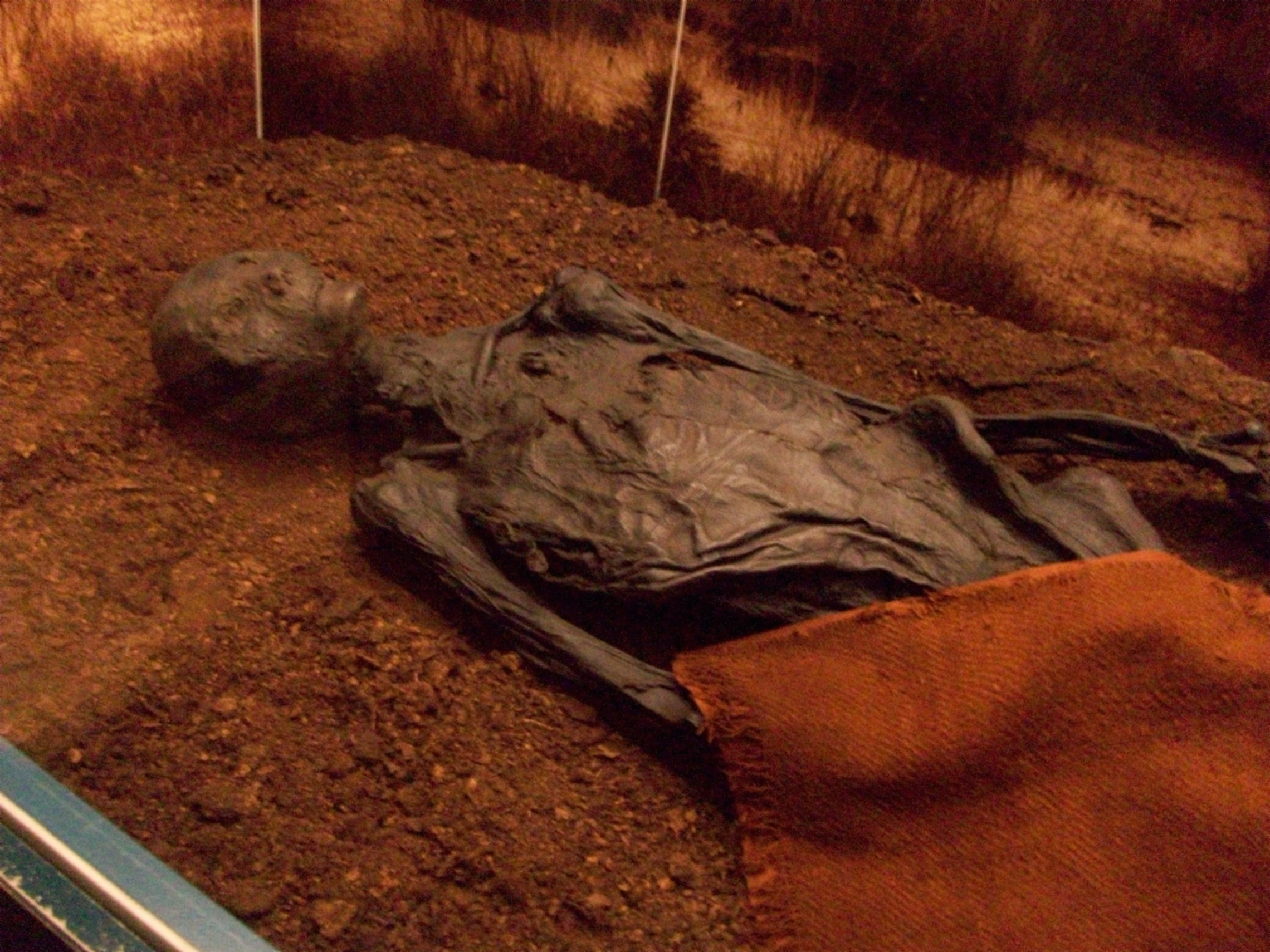
«Чоловік з Рендсвюрена», що загинув близько 50 року н. е. і чиє тіло збереглося в болоті

Найдавніша мумія знайдена у Європі, чиє тіло збереглося цілком, — це так званий Етці, труп чоловіка пізнього неоліту (помер у 3350–3110 роках до н. е.), що замерз у Альпах після того, як був поранений ножем і стрілою. На тілі чоловіка зберігся шкіряний та хутряний одяг, кам'яні стріли та мідна сокира. В шлунку виявлено залишки останньої їжі. Етці мав нехарактерні для теперішнього населення Європи риси: несприйнятливість лактози та генетичну аномалію, що не дозволила сформуватися 12-ій парі ребер. На шкірі чоловіка виявлено численні татуювання.
На території України відомо про одну знахідку частково муміфікованого тіла стародавнього часу, в похованні Новоолександрівського кургану (близько 3500—2500 років до н. е.). Воно частково висохло, голова пофарбована вохрою, обличчя покрите тканиною.
У Сполученому Королівстві, Республіці Ірландія, Німеччині, Нідерландах, Швеції та Данії знайдено значну кількість так званих болотяних мумій. Це трупи людей, які потонули у болотах у результаті смертної кари чи ритуальних жертвопринесень. Низька температура, нестача кисню та наявність дубильних речовин призвели до хорошого збереження шкіри та м'яких тканин, при цьому скелет зазвичай з часом розпадається. Такі мумії надзвичайно добре зберігаються після вилучення з болота, з неушкодженою шкірою та внутрішніми органами й навіть умістом шлунка.
Болотяні люди належать до різних епох, від 8 тис. років до н. е. й до II ст. н. е. Причиною смерті найвідоміших із них вважається принесення в жертву богині родючості. На деяких муміях є сліди насильства: поранень, задушень. Їх, однак, могли завдати вже мертвим людям, які встигли стати муміями. Людські жертвопринесення, імовірно, припинилися на територіях із болотами, коли їх завоювали римляни.
Велика кількість мумій у Європі виникла в християнських гробницях через низькі температуру та вологість. Такі мумії знайдено в Чехії в крипті капуцинів у Брно, в катакомбах Клатова, в Угорщині в домініканській крипті у Ваці, в Італії в крипті церкви Преображення святого Павла в П'євепелаго. В Україні відомі знахідки мощей у похованнях Почаївської лаври та Києво-Печерської лаври.
Деякі анатоми намагалися перетворити анатомічні препарати на довговічні витвори мистецтва (див. екорше). Так, французький анатом XVIII ст. Оноре Фрагонар вводив у кровоносні судини трупів кольоровий віск, решта тканин підсушувалися та покривалися лаком.

### Азія

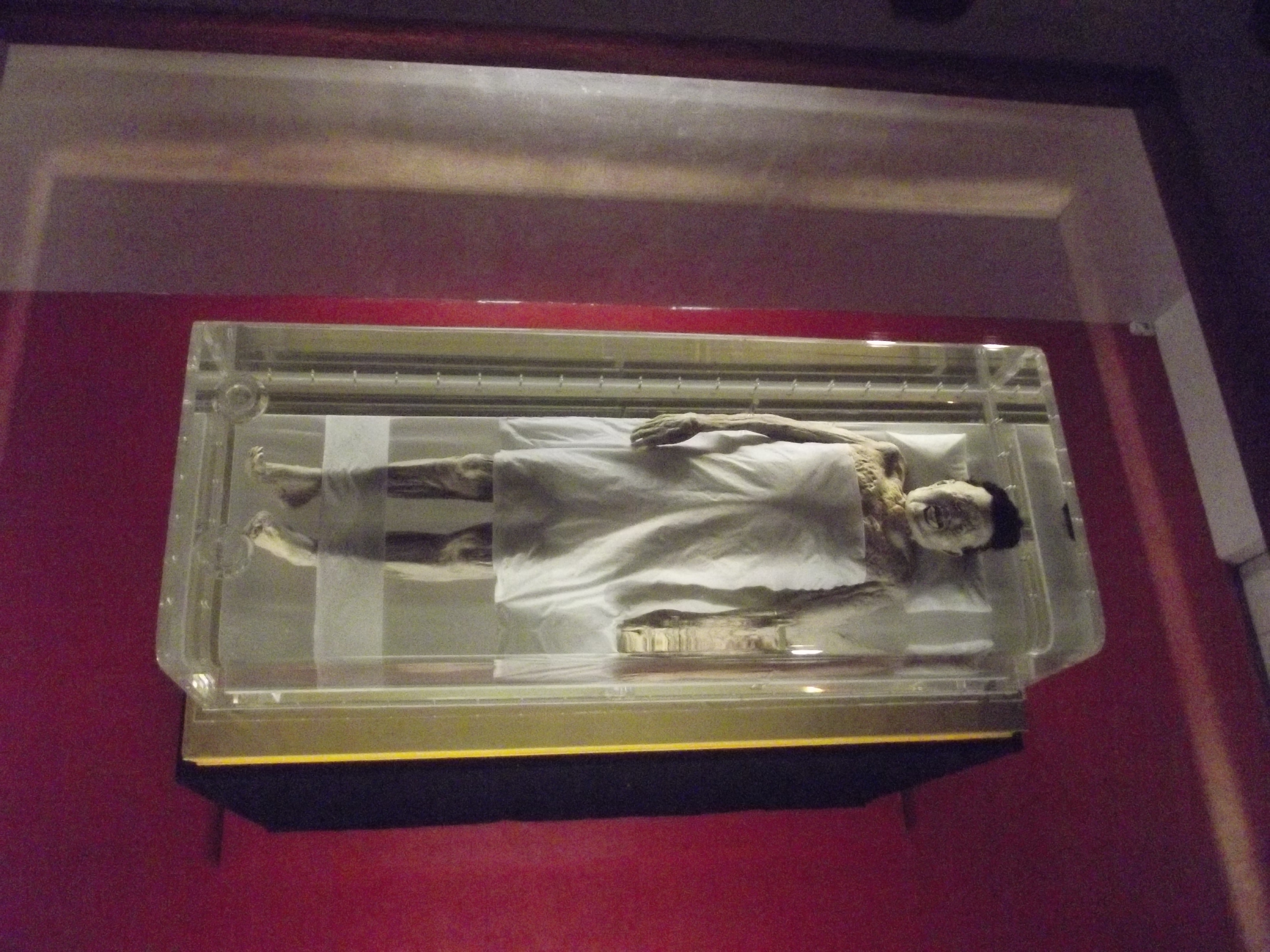
Мумія Сінь Чжуй

Так звана Сибірська Крижана Діва, ймовірно, була скіфською вельможею, що жила в Сибіру в V ст. до нашої ери. Її гробницю було виявлено в 1993 році в російській республіці Алтай, мумію знайшли похованою у великій труні з модрини з шістьма жертовними кіньми. Вона померла молодою, її забальзамували торфом, мозок і очі були видалені, а очні западини заповнені шерстю тварин. Померла була одягнена в сукню з вовни та верблюжої шерсті, пофарбовану в червоний, бордовий і жовтий колір, блузку з дикого шовку, та пишний головний убір, прикрашений золотом. Шкіра вкрита татуюваннями.
Прикладом спонтанної мумії є давньокитайська вельможа Сінь Чжуй, дружина маркіза Дай династії Хань. Жінку було поховано в підземній гробниці, сховано у 4-х трунах і загорнено в 20 шарів шовку, що унеможливило доступ повітря та сприяло збереженню тіла. В гробниці збереглися також понад 1 тис. предметів, які дають хороше уявлення про культуру того часу. Тіло не було зумисне оброблене якимось чином, але в похованні була присутня невідома летка рідина. Труп, попри те, що пролежав у гробниці понад 2 тис. років, зберіг елестичність м'яких тканин. Стан мумії підтримується введенням у її вени речовини, склад якої тримається в таємниці.
Серед інших спонтанних мумій, виявлених у Китаї, є понад 200 таримських мумій віком понад 4 тис. років. Мумії були поховані в перевернутих човнах із сотнями дерев'яних стовпів, які слугували надгробками. Аналіз ДНК свідчить, що ці люди могли бути родом зі Східної та Центральної Європи, Центральної Азії та долини Інду (іноді їх зараховують до кельтів). Знайдення цих мумій похитнуло твердження уйгурів про те, що вони споконвічно проживали в тому регіоні.
Деякі буддійські монахи в XI—XIX ст. практикували самомуміфікацію, 3-10 років поїдаючи хвою, горіхи, коріння та бруньки дерев, щоб позбутися жиру, та пили солону воду. Коли монах відчував наближення смерті, брати-монахи клали його в сосновий ящик на дно ями. Ящик був би покритий вугіллям, туди могло надходити повітря через бамбукову трубку, а після смерті монаха її прибирали. Через 1000 днів ящик відкрили та досліджували тіло. Якщо були ознаки розкладу, його ховали, якщо ж труп муміфікувався, його виставляли в храмі.

### Північна Америка

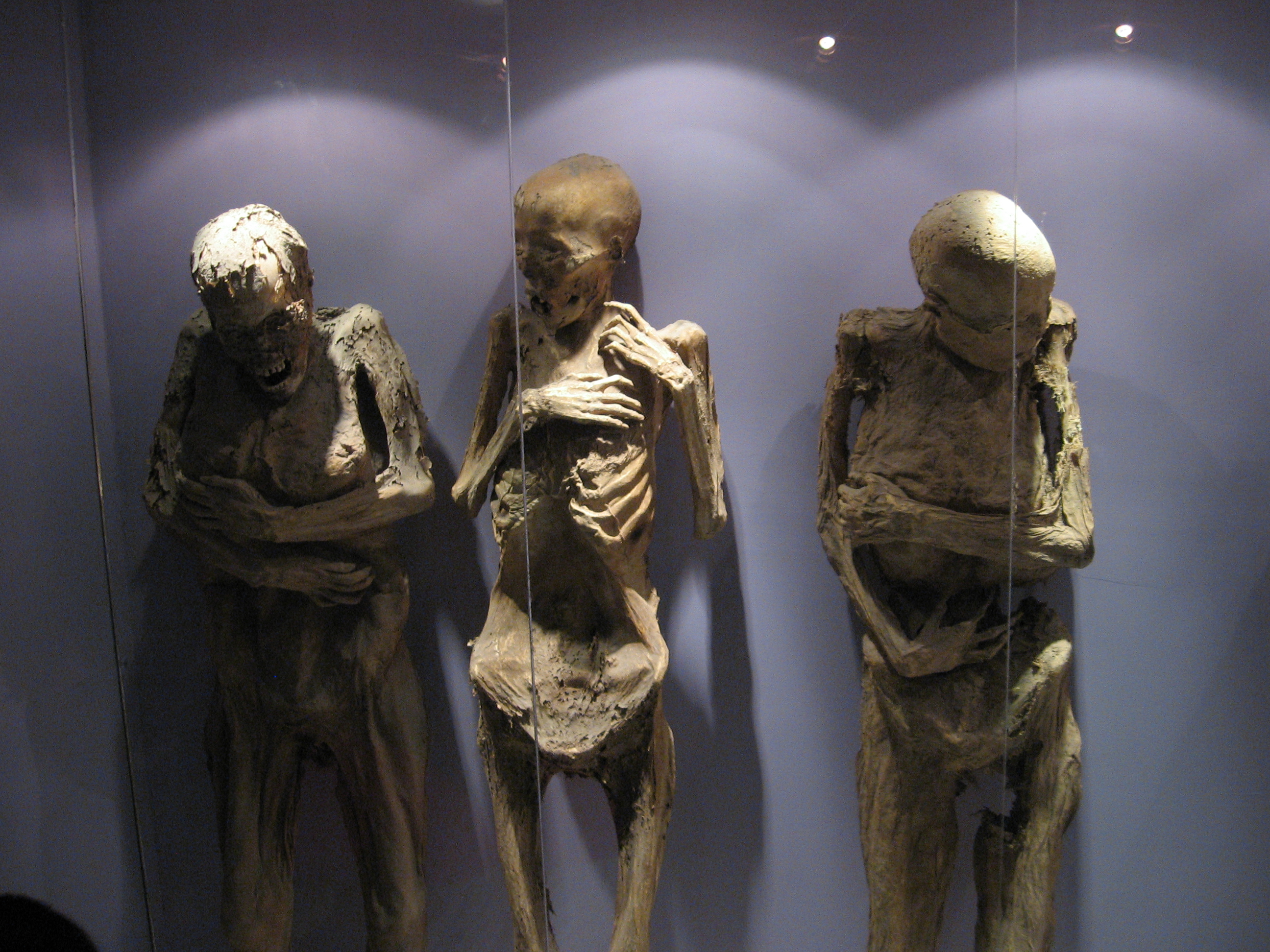
Мумії з Гуанахуато

Чоловік з печери духів — це мумія чоловіка середнього віку, що жив від 2 тис. до 9 тис. років тому в штаті Невада. Він знайдений одягненим на ковдрі зі шкіри тварин, загорнений у плетений килимок. Це найдавніший приклад плетіння в Північній Америці, що свідчить про осідлість його творців.
Ацтеки не практикували навмисної муміфікації, проте природні умови сприяли висиханню трупів. Мерців поміщали в тканинні мішки чи загортали в тканину, а на обличчя часом клали церемоніальну маску.
Природна муміфікація відбувається в кількох місцях Мексики, хоча найвідомішими є мумії з Гуанахуато порівняно пізньої появи. Це кілька природних муміфікованих тіл, похованих під час спалаху холери навколо Гуанахуато в 1833 році. Мумії були виявлені на кладовищі, що зробило місто однією з найбільших туристичних пам'яток Мексики. У 1958 році був прийнятий закон, що забороняє викопування тіл з могил, але в музеї досі експонуються оригінальні мумії.

### Південна Америка

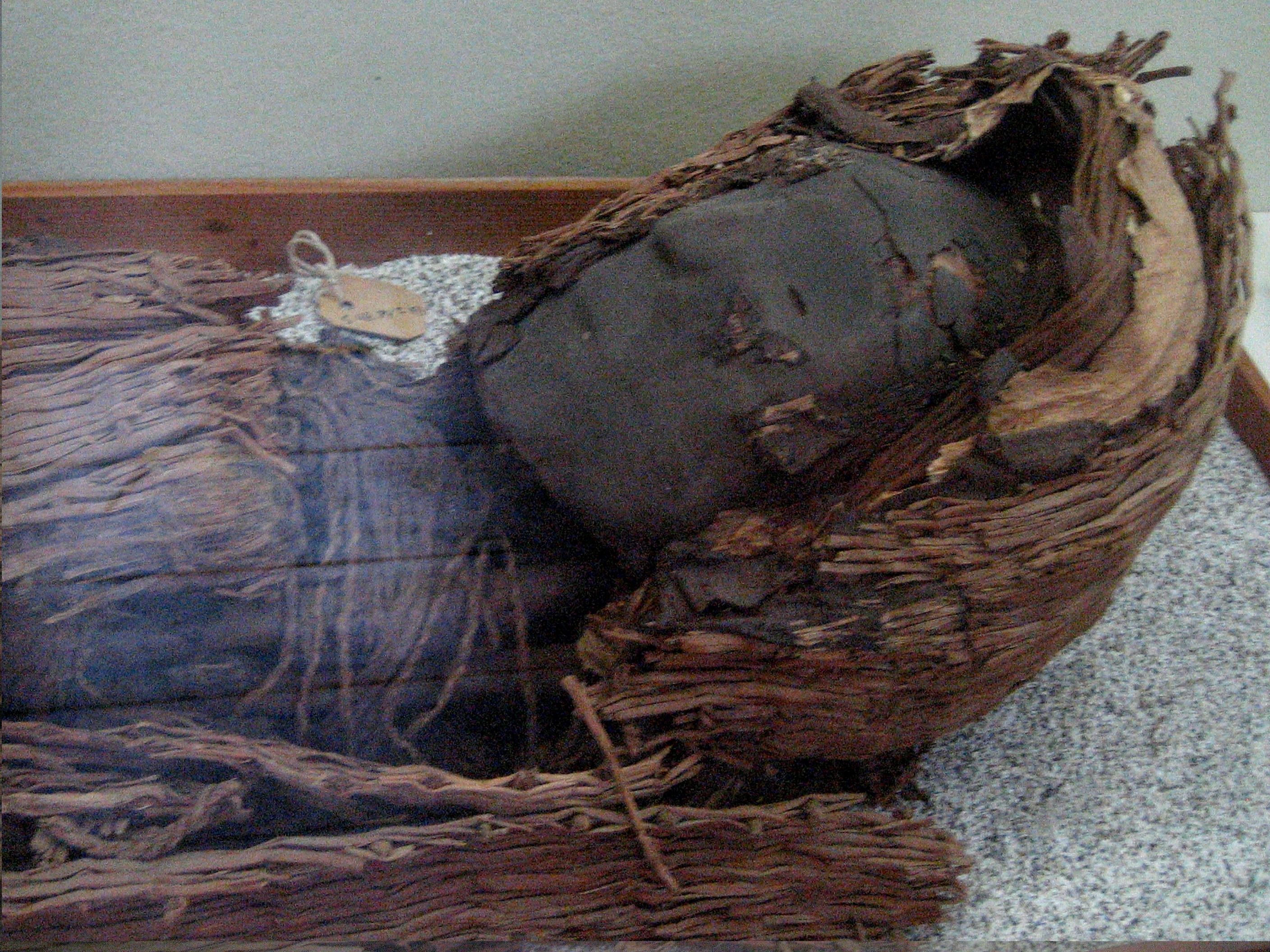
Мумія культури чинчорро в масці

Найдавніші навмисно муміковані тіла розкопані в долині Камаронес у Чилі. Ця долина розташована на крайній півночі країни, в пустелі Атакама. Вузька смужка суші між Тихим океаном і горами Андами отримує мало опадів і вважається одним із найсухіших місць на Землі, що сприяло муміфікації трупів культури чинчорро (7000-2100 років до н. е.). Процес муміфікації передбачав видалення м'яких тканин, органів і мозку. Потім порожнисте тіло висушували, наповнювали очеретом та іншими висушеними рослинами. В руки й ноги вставляли палиці. На обличчя трупів накладали глиняні маски і часто прикріплювали перуки. Готову мумію розфарбовували. Муміфікували не лише еліту, але й усі верстви суспільства чинчорро, включаючи дорослих, дітей, немовлят і навіть ненароджені зародки.

## Новітні мумії

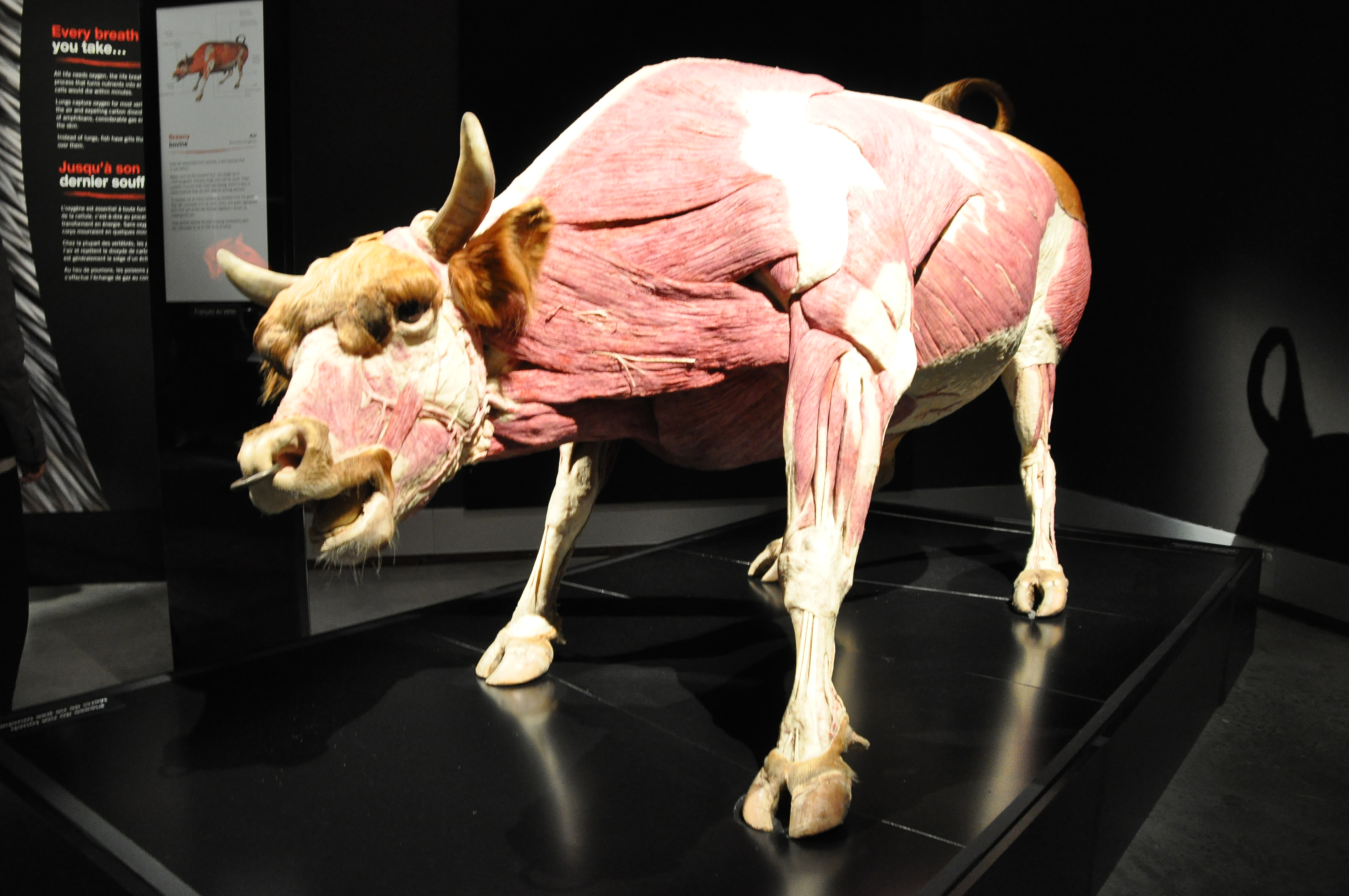
Пластинат бика, що демонструє його мускулатуру

Англійський філософ і правознавець Джеремі Бентам, який помер у 1832 році, заповів зберігати свій скелет і голову в дерев'яному контейнері в головному вестибюлі Південного монастиря його університету. Бентам просив забальзамувати його голову, що було виконано за допомогою сульфатної кислоти, проте обличчя виявилося спотвореним. Замість нього виставляється воскова копія.
У середині XIX століття німецький лікар Готфрід Кнохе, емігрувавши до Венесуели, зайнявся експериментами з бальзмування трупів. Громадянська війна у Венесуелі забезпечила його матеріалом для експериментів, Кнохе розробив рідину для бальзамування, яку випробовував на тілах. Ця «сироватка для муміфікації» запобігала розкладанню плоті без необхідності видалення внутрішніх органів, що стало новаторством. Тіло лікаря, за заповітом, також було муміфіковане після смерті в 1901 році. Склад «сироватки» лишився достеменно невідомим, проте імовірно був сумішшю на основі хлориду алюмінію.
Російський та український хірург Микола Пирогов, попри заповіт, був забальзамований після смерті в 1881 році в Вінниці. На прохання його дружини учень і послідовник великого хірурга Дмитро Виводцев зберіг тіло за допомогою секретного засобу, до складу якого входили дистильована вода, етиловий спирт, гліцерин і, можливо, тимол. У Другу світову війну мумію було тимчасово поховано в землі. Потім її відновили фахівці, що займалися мумією Леніна.
Застрелений в 1911 році шерифами на кордоні між Канзасом і Оклахомою грабіжник Джеремі МакКерді був забальзамований, щоб зберегти тіло, поки за ним прибудуть члени родини. Проте тіло відмовилися забрати, тому спершу воно стояло в кабінету коронера, а потім було забране далекими родичами. В 1977 році мумію виявили в Лонг-Біч, штат Каліфорнія, коли рука випадково зламалася і стало ясно, що це справжня мумія.
Розалія Ломбардо — дівчинка, що померла в 1920 році в Італії та була забальзамована за бажанням її батька. Похована в катакомбах капуцинів у Палермо, Італія. Тіло збережене сумішшю формаліну, спирту, гліцерину, саліцилової кислоти та солі цинку.
Тіло бурятського релігійного діяча Ітігелова Даші-Доржо, померлого в 1927 році, лишилося нетлінним у дерев'яній труні, де він був похований у позі лотоса. Лише очі та ніс дещо запали в обличчя.
Однією з найвідоміших мумій XX століття є тіло російського революціонера, лідера більшовиків, ініціатора створення СРСР Володимира Леніна. Коли Ленін помер у січні 1924 року, більшість радянських лідерів виступили проти збереження його тіла, проте холодна зима запобігала розкладу, що сприяло чергам охочих віддати шану Леніну. Для бальзамування трупа використали експериментальну техніку, розроблену анатомом Володимиром Воробйовим і біохіміком Борисом Збарським. Після перших процедур бальзамування в 1924 року наступні проводяться кожні два роки розчином гліцерину, формальдегіду, ацетату калію, спирту, перекису водню, розчину оцтової кислоти та оцтового натрію. Підшкірний жир замінює матеріал на основі парафіну, гліцерину та каротину. Зберіганням трупа Леніна займається інститут, відомий як Центр науково-методичних досліджень біохімічних технологій у Москві. Основна група з п'яти-шести анатомів, біохіміків і хірургів, відома як «група Мавзолею», несе основну відповідальність за збереження останків Леніна.
Забальзамовано було також тіла інших відомих комуністичних лідерів: революціонера та президента Північного В'єтнаму Хо Ші Міна та президента Північної Кореї Кім Ір Сена з його сином і наступником Кім Чен Іром.
У 1977 році німецьким анатомом Гюнтером фон Хагенсом розроблено метод бальзамування та консервації анатомічних препаратів під назвою пластинація, що полягає в заміні води і жиру в біологічних тканинах на синтетичні полімери і смоли. Сама пластинація триває 2-5 тижнів, але підготовка препарату для демонстрації може потребувати до року, включаючи розтин, надання потрібної пози та захист поверхні. Інститут пластинації з 1995 року проводить по світу виставки. Людські тіла, що показуються на виставках, належать тим, хто самі заповіли пластинувати себе після смерті.

## Мумії у масовій культурі

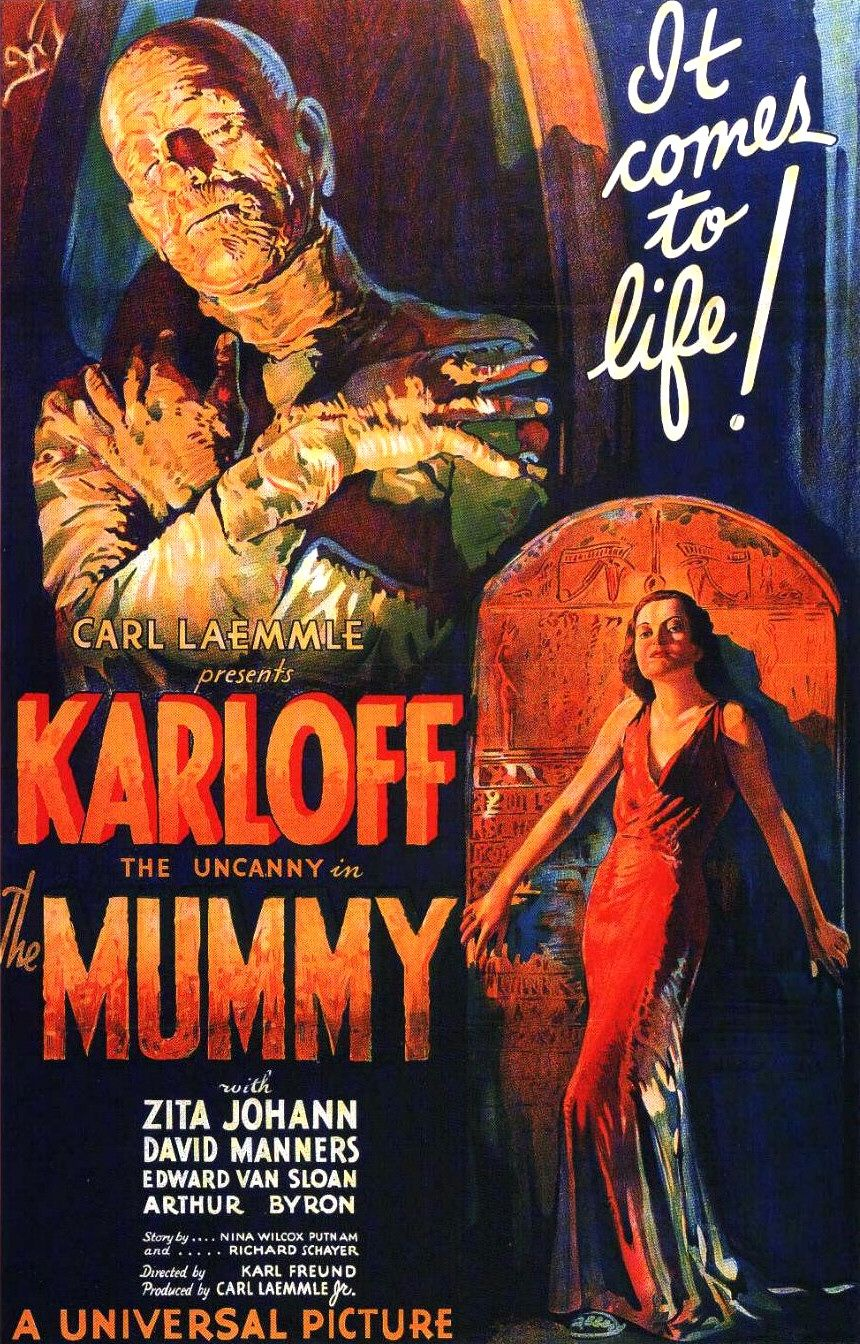
Постер фільму «Мумія», 1932

Масовий інтерес до мумій у мистецтві припав на XIX ст., коли Єгипет колонізували Франція, а згодом — Вікторіанська Британія. Яскравими прикладами цієї тенденції є літературні твори «Нога мумії» Теофіля Готьє, «Перстень Тота» Артура Конан Дойла, «Вона: історія пригод» і «Сміт і фараони» Генрі Райдера Гаґґарда, «Мій передвечір Нового року серед мумій» Гранта Аллена, «Історія невидимої людини» Джуліана Готорна та «Айрас: Таємниця» Генрієтти Дороті Еверетт. Спершу образ мумії був романтичний, часто в центрі уваги були мумії жінок, які оживають у тогочасному світі. Едгар По обіграв образ мумії сатирично: оживши в XIX ст., вона бачить лише деградацію, порівняно зі своїм часом.
Сплеск інтересу до мумій відбувся після знайдення в 1922 році мумії фараона Тутанхамона британським археологом Говардом Картером. Оскільки декілька людей, які брали участь у експедиції археолога, померли передчасно, ця історія обросла легендами про «прокляття мумії», що спідкало археологів за те, що вони потривожили гробницю фараона.
Мумії стали популярні на початку XX ст. також завдяки роману Брема Стокера «Скарб семи зірок», у якому мумія єгипетської цариці представлена як надприродна лиходійка. А образ мумії в виконанні актора Бориса Карлоффа у фільмі «Мумія» 1932 року закріпив мумій як популярних монстрів.
Пізніші фільми, такі як «Гробниця мумії» (1942) та «Прокляття мумії» (1944), зображували мумій як забинтованих німих істот, які не відчувають болю, і яких важко вбити. Hammer Studios зобразила страшну рухому мумію в фільмі Теренса Фішера «Мумія» 1959 року, що отримав ремейк у 1999 році. Такий образ, утім, суперечить усій концепції муміфікації, спрямованій на збереження мертвих для тихого та мирного загробного життя.